# بونبوکو چاگاما

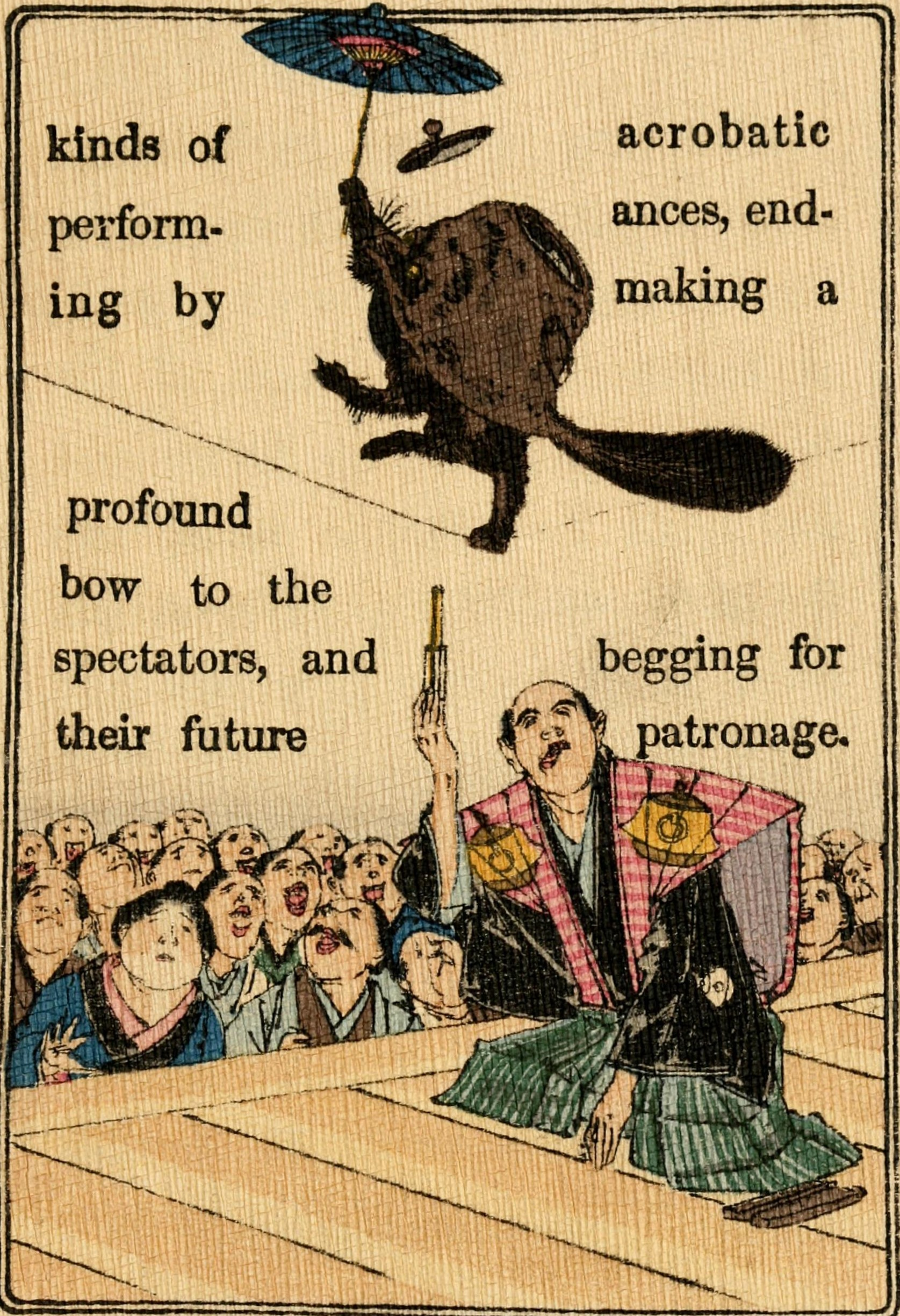
بونبوکو چاگاما در حال بندبازی کردن

بونبوکو چاگاما (分福茶釜 یا 文福茶釜) ، در اصطلاح «کتری چای بونبوکو» یک فولکلور ژاپنی یا قصه پریان دربارهٔ تانوکی (سگ راکونی) است که از توانایی دگرپیکری خود برای مژدگانی به مهربانی منجی‌اش استفاده می‌کند.

## قصه پریان
منشأ بونبوکو چاگاما تا حدودی نامشخص است. به نظر می‌رسد این قصه از افسانه‌ای قدیمی‌تر در مورد کشیشی به نام شوکاکو، یکی از یاران بنیانگذار معبد مورین-جی در ولایت کوزوکه (استان گونمای کنونی) تکامل یافته است. بر طبق افسانه، شوکاکو خود یک تانوکی بود که صرفاً در هیبت یک کشیش زندگی می‌کرد. در افسانه صومعه، شوکاکو صاحب یک قوری چای جادویی (چاگاما) است که روز و شب آب گرم بی‌پایان فراهم می‌کند. همچنین موهبت‌های بسیار دیگری همچون هوش، طول عمر، و مهارت در دانش پژوهی و هنرهای رزمی به ارمغان می‌آورد.
در افسانه‌های صومعهٔ کهن، خود کشیش نیز یک تانوکی است که صاحب یک کتری چای جادویی می‌باشد، در حالی که در نسخه‌های جدیدتر، کشیش یک انسان معمولی است که یک کتری تانوکی در اختیار دارد. در نسخه‌های دیگری که در دوره ادو پدیدار شد، تانوکی‌ای که خود را تحت نام «بونبوکو چاگاما» می‌نامد، از دست انسان‌هایی رنج می‌برد که قادر به درک موجودیت ذیشعور او در قالب قوری چای نبودند. سرانجام او هویت واقعی‌اش را به یک دستفروش (یا گروبردار) مهربان نشان می‌دهد. آن‌ها کسب‌وکار خود را با اجرای نمایش آغاز کردند، گروبردار به عنوان مدیر، تبلیغات چی، و مسئول جایگاه تماشاگران بود، در حالی که بونبوکو چاگاما از خود مهارت و حرکات آکروباتیک روی صحنه را در ازای برخورد خوب، فراهم می‌کرد. دستفروش موافقت می‌کند نه او را بر روی شعله داغ قرار دهد و نه در جعبه‌ای کوچک و خفه کننده بگذارد، و همچنین غذای خود را با او سهیم شود.
دستفروش جاذبه‌ای به شکل سیرک در کنار جاده ایجاد می‌کند، و برای دیدن کتری چایی که با موسیقی بندبازی می‌کرد از مردم هزینه ورودی می‌گرفت. در نهایت مرد دستفروش ثروتمند می‌شود و کتری چای را به معبد مورین-جی باز می‌گرداند.